# Municipio de Irishtown
El municipio de Irishtown (en inglés: Irishtown Township) es un municipio ubicado en el condado de Clinton en el estado estadounidense de Illinois. En el año 2010 tenía una población de 1167 habitantes y una densidad poblacional de 12,13 personas por km².

## Geografía
El municipio de Irishtown se encuentra ubicado en las coordenadas 38°41′29″N 89°18′44″O / 38.69139, -89.31222. Según la Oficina del Censo de los Estados Unidos, el municipio tiene una superficie total de 96.17 km², de la cual 64,6 km² corresponden a tierra firme y (32,82 %) 31,57 km² es agua.

## Demografía
Según el censo de 2010, había 1167 personas residiendo en el municipio de Irishtown. La densidad de población era de 12,13 hab./km². De los 1167 habitantes, el municipio de Irishtown estaba compuesto por el 95,89 % blancos, el 1,46 % eran afroamericanos, el 0,17 % eran amerindios, el 0,34 % eran asiáticos, el 0,77 % eran de otras razas y el 1,37 % eran de una mezcla de razas. Del total de la población el 0,43 % eran hispanos o latinos de cualquier raza.